# Partia Akcji Narodowej (Meksyk)
Partia Akcji Narodowej (hiszp. Partido Acción Nacional, PAN) – chrześcijańsko-konserwatywna partia meksykańska. PAN została założona w 1939 r. po tym jak członkowie ruchu cristero zdecydowali się na włączenie w życie polityczne kraju i zaczęli szukać porozumienia z rządzącą państwem Partią Rewolucyjno-Instytucjonalną (PRI).
Partia Akcji Narodowej przez długi okres pozostawała w uśpieniu, ze względu na autorytarne metody stosowane przez PRI, która zmonopolizowała władzę na okres przeszło 70 lat. W latach osiemdziesiątych zaczęła zyskiwać coraz większe poparcie. W 1989 r. z jej ramienia gubernatorem stanu Baja California został Ernesto Ruffo Appel, była to pierwsza przegrana obozu rządzącego od czasu objęcia przez nią władzy w latach dwudziestych i zarazem duży sukces opozycyjnej PAN.
W 2000 kandydat PAN Vicente Fox został wybrany prezydentem kraju (był to pierwszy prezydent nie wywodzący się z PRI od 80 lat).
PAN opowiada się za zmniejszaniem podatków, ograniczaniem roli państwa w gospodarce. Popiera rozwój przedsiębiorczości i wolny rynek, chce reform w zakresie polityki socjalnej państwa, przez jej ograniczenie. Często odwołuje się do swoich katolickich korzeni a w kwestiach światopoglądowych ma charakter konserwatywny (np. potępianie aborcji).
W lipcu 2006 r. kandydat PAN w wyborach prezydenckich – Felipe Calderón wygrał je nieznaczną różnicą głosów, i w grudniu 2006 r. został pomimo sprzeciwów lewicy ostatecznie zaprzysiężony na prezydenta. Obecnym przewodniczącym partii jest od 2007 Germán Martínez.

## Poparcie
Izba Deputowanych (wyniki procentowe odnoszą się tylko do okręgów wielomandatowych, liczba mandatów jest sumą zdobytą w okręgach wielomandatowych i jednomandatowych):
- 1943 - 5,3%, 0 mandatów na 147
- 1946 - 2,2%, 4 mandaty
- 1949 - 5,6%, 4 mandaty
- 1952 - 8,3%, 5 mandatów na 161
- 1955 - 9,2%, 6 mandatów na 162
- 1958 - 10,2%, 6 mandatów
- 1961 - 7,6%, 5 mandatów na 178
- 1964 - 11,5%, 20 mandatów na 210
- 1967 - 12,3%, 20 mandatów na 212
- 1970 - 14,2%, 20 mandatów na 213
- 1973 - 16,3%, 25 mandatów na 231
- 1976 - 9%, 20 mandatów na 237
- 1979 - 11,8%, 43 mandaty na 400
- 1982 - 17,4%, 51 mandatów na 372
- 1985 - 16,3%, 38 mandatów na 400
- 1988 - 18%, 101 mandatów na 500
- 1991 - 17,7%, 89 mandatów
- 1994 - 25,8%, 119 mandatów
- 1997 - 26,6%, 121 mandatów
- 2000[1] - 38,2%, 224 mandatów[2]
- 2003 - 31,8%, 151 mandatów
- 2006 - 33,41%, 206 mandatów
- 2009 - 29,4%, 147 mandatów
- 2012 - 25,92%, 114 mandatów
- 2015 - 22,06%, 108 mandatów

Wybory prezydenckie:
- 1952 - Efraín González Luna 285 555 (7,8%) głosów - przegrana
- 1956 - Luis H. Álvarez 705 303 (9,4%) głosów - przegrana
- 1964 - José González Torres 1 034 337 (11%) głosów - przegrana
- 1970 - Efraín González Morfín 1 945 070 (14%) głosów - przegrana
- 1976 - Nie wystawiono kandydata
- 1982 - Pablo Emilio Madero 3 700 045 (16,4%) głosów - przegrana
- 1988 - Manuel Clouthier 3 208 584 (16,8%) głosów - przegrana
- 1994 - Diego Fernández de Cevallos 9 146 841 (25,92%) głosów - przegrana
- 2000 - Vicente Fox 15 989 636 (42,52%) głosów - Prezydent Meksyku
- 2006 - Felipe Calderón 15 000 284 (35,89%) głosów - Prezydent Meksyku
- 2012 - Josefina Vázquez Mota 12 473 106 (26,04%) głosów - przegrana